# De cujus (genealogia)
De cujus é uma locução latina que significa “aquele (ou aquela) de quem se trata”. Em genealogia é utilizado para designar o sujeito (homem ou mulher) a partir de quem se estabelece uma genealogia (ascendente ou descendente).
O de cujus, ou probandum, é a pessoa que tem o número 1 no sistema de Sosa-Stradonitz.